# Geodätisches Erdmodell
Geodätische Erdmodelle sind geometrisch-physikalische Idealkörper, die als Bezugssysteme zur Beschreibung des Erdkörpers und der Erdoberfläche dienen. Sie stellen
- einerseits eine geometrische Referenzfläche für die erforderlichen Koordinatensysteme bereit – im Regelfall in Form eines Referenz- bzw. Erdellipsoids,
- andererseits ein konsistentes System geometrischer und physikalischer Konstanten zur Beschreibung der Bewegungen des Erdkörpers, der Erdrotation und des Erdschwerefeldes.
- Ferner implizieren sie die erforderlichen mathematisch-physikalischen Theorien.

## Geschichtliche und prinzipielle Aspekte
Historisch war das erste geowissenschaftliche Erdmodell die Erdkugel, die als Idealform der Erde etwa um 400 v. Chr. nachweisbar wurde. Aristoteles nennt 3 Beweise dafür, und Eratosthenes bestimmte um 240 v. Chr. den Erdumfang zu 250.000 Stadien. Im Mittelalter erreichten ähnlich durchgeführte Erdmessungen arabischer Astronomen einige Prozent Genauigkeit.
Vom 17. zum 18. Jahrhundert wurde das Modell des Rotationsellipsoids postuliert, doch war den führenden Wissenschaftlern schon bald klar, dass die Abweichungen der mittleren Erdfigur (des Meeresspiegels) von einem Ellipsoid größer als die damalige Messgenauigkeit sein müssten.
Als diese Abweichungen – in Form der Lotabweichungen und später der Schwereanomalien – unerträglich große Diskrepanzen in den Landesvermessungen hervorriefen, musste zwischen den Bezugsflächen für die Höhenmessung (Meeresniveau, Geoid) und für die Lagevermessung (Referenzellipsoid) unterschieden werden. In diesem Problemkreis befindet sich die Geodäsie bis heute, was auch mit ihrer Mittelstellung zwischen Geophysik (Erdschwerefeld) und Geometrie (Erdmessung) zu tun hat.
Wie die Potentialtheorie im 19. Jahrhundert zeigen konnte, stellt die geometrisch ideale Erdfigur des Rotationsellipsoids im physikalischen Sinn eine Fiktion dar. Denn eine terrestrische Niveaufläche – als die sich der mittlere Meeresspiegel für eine allgemein verfügbare Höhenbezugsfläche anbietet – könnte nur dann von ellipsoidischer Form sein, wenn die Massenverteilung im Erdinnern völlig homogen wäre, also beispielsweise in der Dichte, in der Geologie und auch im Erdmantel keinerlei Unterschiede vorhanden wären. Daher kann ein geodätisches Erdmodell, das für die Koordinaten-Berechnung auf eine mathematisch einfache Erdoberfläche angewiesen ist, nicht die Erfordernisse der Geophysik oder der Geodynamik erfüllen.

## Mathematische Einfachheit vs. Genauigkeit
Am einfachsten sind mathematische Berechnungen am Modell der Erdkugel, wofür die Sphärische Trigonometrie und die Methoden der Verebnung die Formelapparate liefern. Die Abweichungen von der Wirklichkeit sind allerdings von der Größenordnung der Erdabplattung, also etwa 0,3 Prozent.
Für höhere Anforderungen muss das Erdellipsoid herangezogen werden. Die Berechnungen auf der Oberfläche eines Ellipsoids erfordern Reihenentwicklungen, deren Formeln z. B. für die zwei  geodätischen Hauptaufgaben über etwa eine halbe Seite gehen, bzw. für räumliche Aufgaben Methoden der Vektorrechnung.
Für die heutige Messgenauigkeit (kleiner als mm auf Distanzen von Kilometern) sind weitere Schritte nötig, die als Korrekturen wegen Lotabweichung oder Unregelmäßigkeiten des Schwerefeldes einige cm pro km ausmachen können. Noch etwas komplizierter wird es für die Höhenmessung, die sich meist auf die physikalische Niveaufläche des Geoids bezieht und zentimetergenaue Methoden der Geoidbestimmung erfordert. Rein geometrische (allerdings terrestrisch nicht direkt brauchbare) Höhenbestimmungen sind jedoch mittels GPS- und anderen Satellitensystemen möglich.
Weitere Stichworte: Erdfigur, Korbbogen, Ellipsoid, dreiachsiges Ellipsoid, Koordinatentransformation

## Physikalische Plausibilität
Da sich geodätische Messungen i.a. auf die örtliche Lotrichtung beziehen, reichen für mit der Natur konsistente Modelle rein geometrische Methoden nicht aus. Denn die Lotrichtung wird nicht nur von Bergen, Tälern und Gesteinsarten bestimmt, sondern auch von der physikalischen Massenverteilung im Inneren des Erdkörpers. Hier kommen auch astronomische Einflüsse (veränderliche Erdrotation, Gezeiten) und geologische Vorgänge wie die Kontinentalverschiebung (durchschnittlich einige cm/Jahr) ins Spiel.
Weitere Stichworte: Erde als „Festkörper“ versus Geodynamik, Erdgezeiten, Eiszeiten, Erosion, Gebirgsbildung, langsame Abnahme von Erdrotation und Erdabplattung, Bezugsystem für Gravimetrie und Schwereanomalien, Schwimmgleichgewicht (Isostasie) in der Erdkruste, Meeresströmungen …

## Erdmodelle des 20. Jahrhunderts
- 1900 bis 1975: Bessel-Ellipsoid, Hayford-Ellipsoid, ZEN, ED50, GRS67, Mercury-Datum, ED77
- seit 1975: ED79, Satellitengeodäsie, Weltnetz, WGS72 und WGS84, GRS80, ETRF, ITRF, internationale Systemdienste IGS (GPS), IERS (Erdrotation), IVS, NUVEL, IGGOS